# Estação Parada Angélica
Parada Angélica é uma das estações de trens metropolitanos da linha Vila Inhomirim da SuperVia (no Rio de Janeiro, Brasil), que faz a ligação entre os bairros de Saracuruna, em Duque de Caxias, e Raiz da Serra, em Magé, sendo um dos últimos ramais ferroviários da Baixada Fluminense. A Estação Parada Angélica se localiza no bairro homônimo de Caxias.